# Coalizione Pervasiva dei Riformisti
La Coalizione Pervasiva dei Riformisti (in persiano ائتلاف فراگير اصلاح‌طلبان) è una coalizione elettorale iraniana durante le Elezioni parlamentari in Iran del 2016. Mohammad Khatami ha definito la coalizione "La lista della Speranza".

## Risultati
| Anno | Body                          | Seats     | Ref   |
| ---- | ----------------------------- | --------- | ----- |
| 2016 | Assemblea consultiva islamica | 121 / 290 | [ 2 ] |
| 2016 | Assemblea degli Esperti       | 52 / 88   | [ 2 ] |